# Monsieur de Pourceaugnac

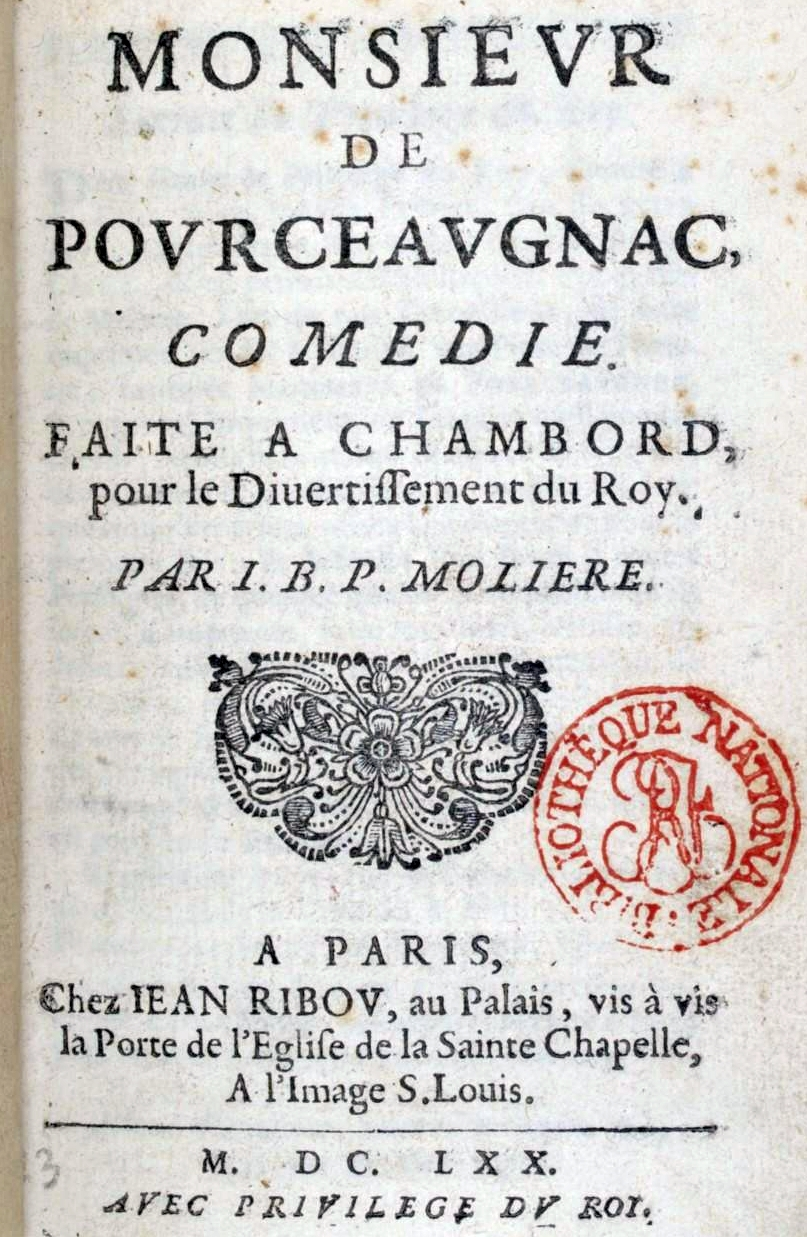
Titelblatt der Erstausgabe von 1670

Monsieur de Pourceaugnac (deutsch Herr von Pourceaugnac) ist eine Balletkomödie in drei Akten des französischen Dichters Molière, mit Musik von Jean-Baptiste Lully. Die Uraufführung, zu der Pierre Beauchamp die Choreographie beisteuerte, erfolgte am 6. Oktober 1669 im Schloss Chambord vor König Ludwig XIV. und seinem Hofstaat, die öffentliche Erstaufführung am 15. November desselben Jahres im Palais Royal in Paris.

## Handlung
Pourceaugnac ist ein fiktiver okzitanischer Ortsname, abgeleitet von „pourceau“ („Ferkel“). Herr von Pourceaugnac ist mit Julie, der Tochter des alten Oronte, verlobt. Ohne Pourceaugnacs Wissen hat sich Julie in den jungen und attraktiven Éraste verliebt. Um die unerwünschte arrangierte Ehe abzuwenden, wendet sich das Liebespaar an Sbrigani, einen gewieften Schelm aus Neapel, der mit Hilfe zahlreicher Tricks Julie und Éraste zu ihrem Eheglück verhilft. Als zwei Frauen behaupten, Herr von Pourceaugnac sei ihr Gatte und Vater ihrer zahlreichen Kinder, versucht der Protagonist angesichts einer Anklage der Vielehe in Frauenkleidern zu fliehen. Nun lässt Sbrigani Oronte glauben, Herr von Pourceaugnac habe seine Tochter entführt, worauf Éraste als „rettender Engel“ auftritt und mit dem Segen Orontes seine Julie heiraten darf.